# 알리 사미 옌
알리 사미 옌(튀르키예어: Ali Sami Yen, 1886년 5월 20일 ~ 1951년 7월 29일)은 갈라타사라이 SK의 설립자이다. 그의 이름을 따서 알리 사미 옌 경기장을 건설했다.

## 같이 보기
- 갈라타사라이 SK
- 알리 사미 옌 경기장